# Sagittaria pygmaea
Sagittaria pygmaea es una especie de planta acuática nativa de Asia oriental. Se distribuye por Japón (incluidas las Islas Ryukyu), Corea, Tailandia, Vietnam, India, Bután y China (Anhui, Fujian, Guangdong, Guangxi, Guizhou, Hainan, Henan, Hubei, Hunan, Jiangsu, Jiangxi, Shaanxi, Shandong, Sichuan, Taiwán, Yunnan, Zhejiang).

## Descripción
Sagittaria pygmaea  crece en aguas poco profundas en los pantanos, canales y campos de arroz. Es una hierba perenne que se reproduce por medio de estolones. Las hojas son lineales a ligeramente espatuladas, no lóbululas de hasta 30 cm de largo.

## Taxonomía
Sagittaria pygmaea fue descrita por Friedrich Anton Wilhelm Miquel y publicado en Annales Musei Botanici Lugduno-Batavi 2: 138. 1865
Etimología
Sagittaria: nombre genérico que significa "como una flecha" en latín y se refiere a la forma de las hojas.
pygmaea: epíteto latíno que significa "enana".
Sinónimos
- Blyxa coreana (H.Lév.) Nakai
- Hydrolirion coreanum H.Lév.
- Sagittaria altigena Hand.-Mazz.
- Sagittaria sagittifolia var. oligocarpa Micheli
- Sagittaria sagittifolia var. pygmaea (Miq.) Makino[9]